# Pernek
Pernek is een Slowaakse gemeente in de regio Bratislava, en maakt deel uit van het district Malacky.
Pernek telt 793 inwoners.